# رائه بریلی
رائه برلی (به انگلیسی: Rae Bareli) شهری با جمعیت ۲۰۴٫۳۶۱ نفر در ایالت اوتار پرادش در کشور هند واقع شده‌است.

## تاریخ
رائه‌بریلی گویا شهری است که توسط «بهارها» تأسیس گردیده و در ابتدا بهراولی یا براولی نام داشته‌است. معنای پیشوند «رائه» مشخص نیست - ممکن است اشاره به شهرِ کوچک «راهی» در همان نزدیکی داشته باشد، یا می‌تواند ریشه در لقب «رای» به‌کار رفته برای حکمرانان هندومذهبِ کایاست در آن محل داشته اشاره باشد. این شهر توسط ابراهیم‌شاه جونپوری فتح شد و سپس به شیوخ و سادات واگذار شد. قلعه شهر در سال ۸۲۰ هجری توسط ابراهیم‌شاه ساخته شد، به احتمال زیاد با استفاده از مصالح سازه‌های پیشین. به‌جز دروازه در طرف جنوبی، این قلعه مخروبه است و شامل یک دیوار بیرونی است که یک منطقه خاکی را احاطه کرده‌است. در بیرون از دروازه، آرامگاه یک شخصیت مقدس مسلمان به نام مخدوم سید جعفری قرار دارد. طبق افسانه، در هنگام ساخت اولیه قلعه، هر چیزی که در طول روز ساخته می‌شد شب‌ها فرو می‌ریخت. سپس سلطان، این شخصیت مقدس را از جونپور احضار کرد و به محض اینکه وارد محل شد، ساخت و ساز بدون مشکل ادامه یافت. همچنین ابراهیم شاه دستور ساخت حداقل دو مسجد را در رائه‌بریلی صادر کرد. یکی مسجد جامع بود که در ۱۰۸۹ هجری توسط اورنگ‌زیب بازسازی شد و همچنان پابرجاست. دیگری دیگر وجود ندارد؛ در اواخر قرن نوزدهم در محل آن توسط راجا دریگجیبای از مورمارمو یک درمانگاه ساخته شد.
رائه برلی همچنین به شکل «رایبرلی» نیز نوشته می‌شد که هنوز هم این شکل از نام، در مکان‌های مختلف از جمله پایگاه‌های تحت مدیریت دولت مرکزی هند مانند خدمات شهروندی واهان استفاده می‌شود. (https://vahan.parivahan.gov.in/)
از زمان ابراهیم شاه، رائه‌بریلی همواره شهری مهم در منطقه بوده‌است. نوه او حسین‌شاه نام شهر را به حسین‌آباد تغییر داد، اما این تغییر نام هرگز فراگیر نشد. محله‌های مختلفی توسط نوادگان ساکنان مسلمان اولیه در شهر پایه‌گذاری شدند: قصبانه، نیزه‌انداز، سید راجان، بانس تولا، و پیره حمید توسط مسلمانان تأسیس شدند؛ جونپوری، خالی صحت و سورجی‌پور توسط برهمن‌ها تأسیس شدند؛ محله‌های خَترونیِ کلان و خُرد توسط خزانه‌داران خَتری سلطان‌های جونپور، و شاه تولا توسط کارگزار سلطنتی بنا شدند.